# ایستگاه متروی براملی-بای-بو
ایستگاه متروی براملی-بای-بو (انگلیسی: Bromley-by-Bow tube station) یکی از ایستگاه‌های خط ناحیه و خط همرسمیت و سیتی متروی لندن است.
این ایستگاه که در منطقه تاور هملتس لندن قرار دارد در سال ۱۸۵۸ میلادی تأسیس شده است.